# Ctenyura tetraplexa
Ctenyura tetraplexa är en sjöpungsart som beskrevs av Kott 1985. Ctenyura tetraplexa ingår i släktet Ctenyura och familjen lädermantlade sjöpungar. Inga underarter finns listade i Catalogue of Life.